# Kloulklubed
Kloulklubed est un village des Palaos, capitale de l'État de Peleliu, sur l'île de Peleliu. C'est de loin le plus grand village de l'État de Peleliu et le quatrième de tous les Palaos.

## Géographie
Kloulklubed est située au nord-ouest de l'île de Peleliu, face au récif frangeant occidental de Peleliu. La ville est bordée au nord par l'Amangial Ridge et au sud par les monts Kamilianlul (une portion de la Bloody Nose Ridge). À l'est, elle est bordée par la portion est de la marais à mangrove septentrional.

## Histoire
Kloulklubed fut le théâtre de la Bataille de Peleliu, durant la Seconde Guerre mondiale. Durant la guerre, un centre de télécommunications japonais s'y trouvait.

## Population et société

### Démographie
| 2004 | 2010 | 2013 | - | - | - | - | - | - |
| ---- | ---- | ---- | - | - | - | - | - | - |
| 520  | 782  | 702  | - | - | - | - | - | - |

### Éducation
Depuis 1946, la ville accueille l'école secondaire de l'Etat, la Peleliu Elementary School.
Le premier directeur de l'école s'appelait M. Tellei (de 1946 à 1947) puis il fut remplacé par Kulas Sengebau (1946-1983).
Les matières enseignées sont : les mathématiques, l'anglais, les sciences, les sciences sociales et la lecture du paluan. Des cours de sports sont également prévus l'après-midi.

## Cultures et patrimoine

### Monuments
Le village est considéré comme un mémorial pour les soldats américains et japonais tués.

### Musées
Le Peleliu World War II Memorial Museum y est situé.

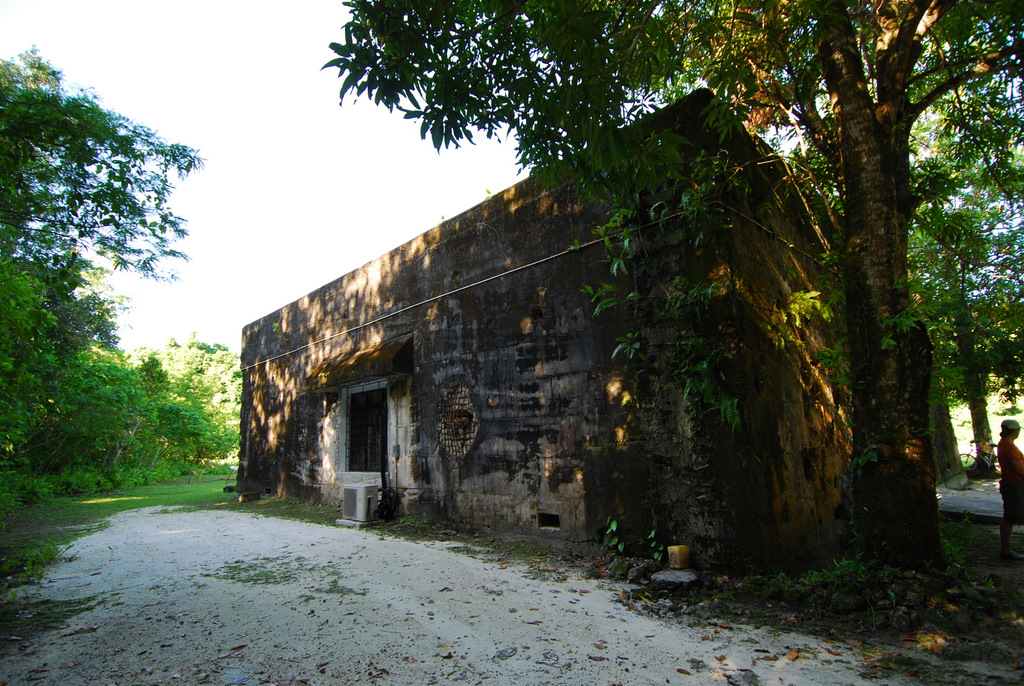
Musée sur la Seconde Guerre mondiale.

### Personnes liées au village
Le premier président des Palaos, Haruo Remeliik, et le premier juge en chef, Mamoru Nakamura, y sont enterrés.

## Sources
- (en) Cet article est partiellement ou en totalité issu de l’article de Wikipédia en anglais intitulé « Kloulklubed » (voir la liste des auteurs).

- (nl) Cet article est partiellement ou en totalité issu de l’article de Wikipédia en néerlandais intitulé « Kloulklubed » (voir la liste des auteurs).